# Новый Мир (Томаковский район)
Новый Мир (укр. Новий Мир) — село,
Выводовский сельский совет,
Томаковский район,
Днепропетровская область,
Украина.
Код КОАТУУ — 1225482005. Население по переписи 2001 года составляло 119 человек .

## Географическое положение
Село Новый Мир находится на расстоянии в 1 км от села Украинское.
По селу протекает пересыхающий ручей.

## Происхождение названия
На топографических картах Шуберта 1867г. На месте села Новый Мир значится хутор Петербургский. Переименование по всей видимости произошло в 1925-1930гг. На картах Генштаба 1941г. значится как село.

## Экономика
- Сельское хозяйство